# Haeromys minahassae
Haeromys minahassae és una espècie de mamífer rosegador de la família dels múrids. És endèmica de Sulawesi (Indonèsia), on viu a altituds d'entre 75 i 1.000 msnm. Es tracta d'un animal arborícola. El seu hàbitat natural són les selves tropicals de plana. Està amenaçada per la tala d'arbres i l'expansió dels camps de conreu. El seu nom específic, minahassae, significa ‘de Minahassa’ en llatí.